# Тарбагатай (Абайская область)
Тарбагатай (каз. Тарбағатай) — село в Аягозском районе Абайской области Казахстана. Административный центр Тарбагатайского сельского округа. Код КАТО — 633487100.

## Население
В 1999 году население села составляло 2248 человек (1227 мужчин и 1021 женщина). По данным переписи 2009 года, в селе проживали 2122 человека (1086 мужчин и 1036 женщин).